# Lycocorax
Lycocorax – rodzaj ptaków z rodziny cudowronek (Paradisaeidae).

## Rozmieszczenie geograficzne
Rodzaj obejmuje gatunki występujące w Molukach Północnych (Kasiruta, Bacan, Halmahera, Morotai, Rau, Bisa i Obi) w archipelagu Moluków.

## Morfologia
Długość ciała 42–44 cm; masa ciała samic 218–316 g, samców 242–370 g.

## Systematyka
Rodzaj zdefiniował w 1853 roku francuski zoolog Karol Lucjan Bonaparte w artykule poświęconym kolekcji ornitologicznej Delattre’a, opublikowanym w czasopiśmie Comptes Rendus Hebdomadaires des Séances de l’Académie des Sciences. Gatunkiem typowym jest (oznaczenie monotypowe) grabiec (L. pyrrhopterus).

### Etymologia
Lycocorax: rodzaj Lycos Boie, 1829 (kruk, wrona); κοραξ korax, κορακος korakos ‘kruk’, od κρωζω krōzō ‘krakać’.

### Podział systematyczny
Do rodzaju należą następujące gatunki:
- Lycocorax pyrrhopterus (Bonaparte, 1850) – grabiec
- Lycocorax obiensis Bernstein, 1865 – grabiec lśniący